# Cheek to Cheek (Lowell George)
Cheek to Cheek is een nummer van de Amerikaanse muzikant Lowell George uit 1979.
George, mede bekend vanwege zijn werk met Frank Zappa's band The Mothers of Invention, had begin 1979 zijn eigen band Little Feat verlaten om zich op zijn solocarrière te richten. Gelijktijdig met de aankondiging dat hij solo ging bracht hij zijn eerste, en enige, solo-album Thanks I'll Eat It Here uit. "Cheek to Cheek" werd als eerste single van dit album uitgebracht. Het nummer werd in Nederland een zomerhit en haalde de tiende positie in de Nederlandse Top 40 en de negentiende plek in de Nationale Hitparade. Tijdens de tournee om het album en de single te promoten overlijdt George op 34-jarige leeftijd door een hartaanval als gevolg van een overdosis cocaïne.

## NPO Radio 2 Top 2000
| Nummer met noteringen in de NPO Radio 2 Top 2000 | '99  | '00 | '01  | '02  | '03  | '04  |
| ------------------------------------------------ | ---- | --- | ---- | ---- | ---- | ---- |
| Cheek to Cheek                                   | 1792 | -   | 1756 | 1802 | 1961 | 1831 |

1. ↑  Een '-' betekent dat het nummer niet was genoteerd en een vetgedrukt getal geeft de hoogste notering aan.
2. ↑  Deze tabel is bijgewerkt tot en met de laatste editie (2024).